# John H. Beynon
John Herbert Beynon, FRS (* 29. Dezember 1923 in Ystalyfera; † 24. August 2015 in Swansea) war ein britischer Chemiker und Physiker, der im Bereich der Massenspektrometrie tätig war.

## Leben
John H. Beynon studierte Anfang der 1940er-Jahre an der Swansea University. 1943 erlangte er den Bachelor of Science in Physik. Anschließend arbeitete er beim Fighting Vehicles Research Establishment, wo er zwischen 1943 und 1947 an der Entwicklung von Feuerleitanlagen für Panzer arbeitete.
Beynon arbeitete von 1947 bis 1969 bei Imperial Chemical Industries.
Dort entwickelte er zwischen 1947 und 1950 das erste Massenspektrometer, um organische Verbindungen zu untersuchen. Später arbeitete er mit Metropolitan-Vickers zusammen, um das Massenspektrometer MS8 zu produzieren. Dabei handelte es sich um einen Prototyp des Massenspektrometers MS9 von Associated Electrical Industries.
Ab 1964 konnte Beynon als leitender wissenschaftlicher Mitarbeiter auch eigene Forschungen durchführen. Im Jahr 1965 war er Boomer Memorial Fellow an der University of Minnesota.
1968 wurde Beynon Professor für Chemie an der Purdue University sowie Direktor des dortigen Zentrums für Massenspektrometrie. 1974 wurde er dann Forschungsprofessor an der Swansea University und Direktor der Forschungsabteilung der Universität im Bereich der Massenspektrometrie.

## Auszeichnungen
John H. Beynon erhielt 1973 den Sigma Xi Research Award der Purdue University, 1979 den Marice F. Hasler Award, 1980 die Jozef Stefan Medal und 1981 die Medaille der Serbischen Chemischen Gesellschaft. 1984 erhielt er die Techmart Trophy der British Technology Group und die Jan-Marc-Marci-Medaille der Tschechoslowakischen Spektroskopischen Gesellschaft, 1985 die Thomson Medal der International Mass Spectrometry Society, 1987 den Field and Franklin Award für herausragende Arbeit im Bereich der Massenspektrometrie der American Chemical Society, 1998 die Aston Medal der British Mass Spectrometry Society und 1990 die Goldmedaille der Italienischen Gesellschaft für Massenspektrometrie.
Beynon war 1960 der erste Vorsitzende der Britischen Gesellschaft für Massenspektrometrie, 1967 Gründungsmitglied der Amerikanischen Gesellschaft für Massenspektrometrie und 1993 erster Vorsitzender der Europäischen Gesellschaft für Massenspektrometrie. 1971 wurde er Mitglied der Royal Society. Er veröffentlichte über 350 wissenschaftliche Publikationen und mehrere Bücher zur Massenspektrometrie. 1987 war Beynon der erste Chefredakteur der Zeitschrift Rapid Communications in Mass Spectrometry.